# Hidacio
Hidacio o Idacio de Chaves (Lemica, actual Ginzo de Limia, provincia de Orense, c. 400 - c. 469) (En latín Hydatius) fue un obispo e historiador hispanorromano. 

## Biografía
Nacido en el seno de una familia acomodada de los alrededores de Lemica, una ciudad romana situada cerca de la actual Ginzo de Limia (Orense), en la provincia romana de Gallaecia, viajó de niño (infantulus) a Palestina, donde conoció durante su estancia en Belén a San Jerónimo. Parece que se hizo clérigo en el 416, y obispo de Aquae Flaviae, la actual Chaves (Portugal), desde el año 427. El desempeño de su cargo coincidió en el tiempo con la llegada de los suevos a Gallaecia, donde se enfrentaron de forma frecuente con los grandes propietarios gallegos de los que Hidacio fue uno de sus principales representantes. 
En el año 431 encabezó una delegación a la Galia para solicitar del representante imperial Flavio Aecio ayuda contra los suevos opresores en Gallaecia. Aecio, que utilizaba las luchas entre tribus bárbaras para sostener el entonces debilitado poder imperial, no pudo socorrer a Hispania y fue Hidacio, junto con otros obispos, quien tuvo que mediar entre suevos y gallegos, corría el año 433.

## Hidacio y el priscilianismo
En el terreno religioso, fue un importante perseguidor del priscilianismo, doctrina asentada con fuerza en la Gallaecia de entonces, y colaboró con el obispo de Astorga Toribio en 445 para perseguirlos. En el 447 convocó un sínodo galaico por orden del papa San León. En 460 permaneció tres meses preso por orden del rey suevo Frumario.

## Historiador
Casi al final de su vida, Hidacio escribió una crónica al estilo de Jerónimo de Estridón y Eusebio de Cesarea, siguiendo en su estilo un modelo muy popular por entonces, consistente en ubicar la historia de la Humanidad en el contexto de una progresión lineal partiendo de la creación bíblica y cuyo final pretendía ser el segundo advenimiento de Cristo. Hidacio escribió sobre los acontecimientos sucedidos entre 379 y 468. Aunque su intención inicial era escribir una crónica universal, lo cierto es que terminó centrándose en los sucesos de Gallaecia, dando una lóbrega visión del siglo V al describir los problemas surgidos a raíz de la herejía priscilianista y de la implantación en el territorio gallego y peninsular de las tribus bárbaras, como los suevos y los visigodos.

### Datación cronológica
Es importante también destacar que, con mucha probabilidad, Hidacio fue el primero en inaugurar una nueva forma de datación cronológica conocida como la Era Hispánica, que tiene como año 1 el 38 a. C., año en el que Augusto da oficialmente por conquistada Hispania. 

### Reino de los suevos
Asimismo, Hidacio es la primera fuente escrita que se conserva acerca de los suevos en Gallaecia, de forma que muchas de sus apreciaciones negativas acerca de este pueblo, que él definiría como «nación inicua y enfurecida»", terminarían por fijarse en la historiografía tradicional, que tuvo a este pueblo por violento y destructivo. 
Actualmente, historiadores como Casimiro Torres o Reinhart tienden a minimizar esta imagen negativa, relativizándola en el papel que Hidacio tenía como representante de los terratenientes galaicos, enfrentados a los suevos, nuevos gobernantes de derecho de la Gallaecia tras el foedus otorgado por el emperador romano en el año 409. 
También la comparación con otros cronistas de la época, como Orosio, así como los estudios arqueológicos contradicen en parte la visión negativa legada por Hidacio sobre el pueblo suevo.

### Hidacio y Orosio ante las invasiones bárbaras
Coetáneo de Orosio, comparte su formación espiritual en Oriente, donde ambos vieron en su retiro de Belén al erudito Jerónimo de Estridón; pero uno y otro siguieron diferentes caminos, mientras Orosio en su juventud opta la obra filosófica de Agustín de Hipona, Hidacio continúa la Crónica de San Jerónimo. Orosio mira con optimismo a los bárbaros como providencial sostén del Imperio Romano, Hidacio es pesimista, para él los tiempos van empeorando.

Las primeras noticias que Idacio da de su patria componen un negro cuadro.
Las desolaciones de alanos, vándalos y suevos por España (409-410) desencadenaron cuatro mortales plagas: el hierro de los soldados y de los tiránicos exactores de tributos, que consumen todos los recursos del país; el hambre, que llega a extremos de antropofagia; la peste, que siembra cadáveres por todas partes; las bestias feroces, que, avezadas a la carne insepulta,  infestan la tierra.

## Obras
Entre sus obras se encuentran:
- Hydatii Gallaeciae episcopi Chronicon, donde narra las invasiones germanas en el período de 379 a 468. Según Eduardo Manzano Moreno esta obra «es uno de los escasos testimonios que nos cuentan cómo se produjo la caída del Imperio Romano en Hispania». En esa obra vaticinó que el fin del mundo se produciría el 27 de mayo del año 482.[5]
- Fasti Idatani (atribuida). Es un catálogo analístico de cónsules y sucesos notorios que más bien parece otra de algún otro autor hispano del siglo siguiente; su denominación deriva de la circunstancia accidental de figurar a continuación del Chronicon en parte de los manuscritos.[3]